# Arthur Häggblad
Arthur Häggblad (14 août 1908 - 16 juin 1989) est un ancien fondeur suédois. 

## Jeux olympiques
- Jeux olympiques d'hiver de 1936 à Garmisch-Partenkirchen 
  -  Médaille de bronze sur en relais 4 × 10 km.

## Championnats du monde
- Championnats du monde de ski nordique 1934 à Solleftea 
  -  Médaille de bronze sur en relais 4 × 10 km.

## Vasaloppet
- Il a remporté la Vasaloppet à quatre reprises (1933, 1935, 1937 et 1940).